# Prairie City (Iowa)
Prairie City  è una città degli Stati Uniti d'America di 1 680 abitanti, situata nella contea di Jasper, in Iowa.

## Storia
Prairie City è stata fondata nel 1856 da James Elliot, da cui prese originariamente il nome la cittadina; ma successivamente fu cambiato con la denominazione odierna perché era già presente un'altra città con lo stesso nome nello Stato dell'Iowa.

## Infrastrutture e trasporti
Le principali vie di comunicazione sono: Highway 163, Highway 117 e la County Route S6G.

## Cultura
Prairie City è conosciuta anche perché annualmente, nel mese di Giugno, viene celebrato il Prairie Days, un festival degli "antichi coloni".

### Parco naturale
Il Neal Smith National Wildlife Refuge, si trova a Prairie City, ed un'importante riserva naturalistica e protezione per gli animali.